# Roberto Donati
Roberto Donati (Rieti, 15 marzo 1983) è un velocista italiano.
Ai Campionati europei del 2010 a Barcellona ha conquistato la medaglia d'argento come membro della staffetta 4×100 metri che betté il record italiano di specialità dopo 27 anni, fissandolo a 38"17.

## Biografia
Fratello minore del velocista azzurro Massimiliano Donati, più volte medagliato in manifestazioni internazionali con la staffetta 4×100 m, inizia la sua carriera nella società reatina Atletica Studentesca CA.RI.RI. praticando i 400 metri ostacoli. Successivamente entra a far parte del gruppo sportivo dell'Esercito ed inizia a dedicarsi alla velocità, in particolare 100 e 200 metri piani.
Il 2 agosto 2009 all'Arena Civica di Milano vince il titolo italiano dei 200 metri, stabilendo il suo record personale con 20"86. Grazie ai buoni risultati ottenuti in stagione viene convocato, come membro della staffetta 4×100 metri, per i Mondiali di Berlino 2009.
Il 21 agosto, nella capitale tedesca, la staffetta azzurra (composta da Donati, Simone Collio, Emanuele Di Gregorio e Fabio Cerutti) vince la propria semifinale con il tempo di 38"52. Nella finale la staffetta termina la gara al 6º posto, correndo in 38"54.
Nel 2010 Roberto Donati si conferma campione italiano dei 200 metri, correndo in 20"98 agli Assoluti di Grosseto. L'appuntamento più importante della stagione sono gli Europei di Barcellona, dove la staffetta azzurra ha buone possibilità di salire sul podio.
Il 31 luglio la 4×100 composta da Donati, Simone Collio, Emanuele Di Gregorio e Maurizio Checcucci è seconda dopo la propria semifinale con il tempo di 38"82 (prima squalificata poi riammessa dopo la squalifica della Russia). Il giorno dopo nella finalissima la squadra azzurra conquista una prestigiosa medaglia d'argento, battuta solamente dalla Francia di Christophe Lemaitre davanti di 6 centesimi. Con il tempo di 38"17 la staffetta italiana migliora il record italiano della specialità che resisteva da ben 27 anni (Helsinki 1983) ed era detenuto dal quartetto formato da Stefano Tilli, Carlo Simionato, Pierfrancesco Pavoni e Pietro Mennea.
A gennaio 2015 viene assolito da gravi accuse di doping.
Alle elezioni amministrative del 2017 viene eletto consigliere comunale a Rieti per una lista civica di centro-destra, e assume la delega allo sport senza entrare nella giunta di Antonio Cicchetti in quanto l'Assessorato allo sport viene cancellato.

## Record nazionali

### Seniores
- Staffetta 4×100 metri: 38"17 ( Barcellona, 1º agosto 2010) (Roberto Donati, Simone Collio, Emanuele Di Gregorio, Maurizio Checcucci)

## Palmarès
| Anno | Manifestazione | Sede       | Evento  | Risultato | Prestazione | Note             |
| ---- | -------------- | ---------- | ------- | --------- | ----------- | ---------------- |
| 2009 | Mondiali       | Berlino    | 4×100 m | 6º        | 38"54       |                  |
| 2010 | Europei        | Barcellona | 4×100 m | Argento   | 38"17       | Record nazionale |

## Campionati nazionali
- 2 volte campione nazionale nei 200 metri piani (2009, 2010)

## Altre competizioni internazionali
2010
- Oro agli Europei a squadre ( Bergen), 4×100 m - 38"83